# Метълкор
Метълкорът е стил, появил се в началото на 1990-те години, водещ началото си от ранния хардкор пънк, примесен с тежината и суровото звучене на метъл музиката.

## Поджанрове

### Мошкор
Характеризира се с тежки брейкдауни, бързи и умерени барабани и тежък вокал. Музиката е насечена, следваща проста структура.

### Деткор
Представлява смесица между хардкора и бруталния дет метъл. Групите имат солидно дет метъл звучене, което бива конфронтирано от тежките хардкор брейкдауни. Барабаните са бързи, а китарите – сурови и тежки. Видни представители на стила са The Devil Wears Prada, Heaven Shall Burn, Bring Me The Horizon (ранните албуми), Elysia, Between The Buried And Me, All Shall Perish, Animosity, Winds of Plague, Suicide Silence, Whitechapel, Chelsea Grin и др.

### Мелодичен дет метълкор
Резултат от смесицата между мелодичния гьотенбургски дет метъл с хардкор. 80% от музиката е чист мелодичен метъл, примесен с хардкор брейкдауни и рифове. Популярни групи са Trivium, Darkest Hour, Undying, Unearth, Caliban, Bridge To Solace, Summer's End, Haste The Day, Fall Of A Season, Killswitch Engage и др. Основна сцена на тези групи е САЩ. Често стилът е наричан NWOAHM(New Wave of American Heavy Metal – Нова Вълна Американски Хевиметъл). По-късно тези групи дават начало известната австралийска метълкор сцена с групи като I killed the prom Queen и Parkway Drive, които и допринасят с един по-различен подход на свирене, което става и тяхна запазена марка.